# Kovačevac, Mladenovac
Kovačevac (izvirno srbsko Ковачевац) je naselje v Srbiji, ki upravno spada pod Občino Mladenovac; slednja pa je del Mesta Beograd.

## Demografija
V naselju živi 3512 polnoletnih prebivalcev, pri čemer je njihova povprečna starost 40,3 let (39,8 pri moških in 40,8 pri ženskah). Naselje ima 1221 gospodinjstev, pri čemer je povprečno število članov na gospodinjstvo 3,56.
To naselje je v glavnem srbsko (glede na popis iz leta 2002).
|  |

| Demografija | Demografija     | Demografija     |
| Leto        | Št. prebivalcev | Št. prebivalcev |
| ----------- | --------------- | --------------- |
|             |                 |                 |
|             |                 |                 |
|             |                 |                 |
|             |                 |                 |
| 1948        | 4379            |                 |
| 1953        | 4637            |                 |
| 1961        | 5039            |                 |
| 1971        | 4518            |                 |
| 1981        | 4506            |                 |
| 1991        | 4693            | 4661            |
| 2002        | 4441            | 4349            |
|             |                 |                 |

| Etnična sestava po popisu iz leta 2002 | Etnična sestava po popisu iz leta 2002 | Etnična sestava po popisu iz leta 2002 | Etnična sestava po popisu iz leta 2002 | Etnična sestava po popisu iz leta 2002 |
| -------------------------------------- | -------------------------------------- | -------------------------------------- | -------------------------------------- | -------------------------------------- |
| Srbi                                   | Srbi                                   |                                        | 4.306                                  | 99,01%                                 |
| Jugoslovani                            | Jugoslovani                            |                                        | 6                                      | 0,13%                                  |
| Črnogorci                              | Črnogorci                              |                                        | 5                                      | 0,11%                                  |
| Makedonci                              | Makedonci                              |                                        | 5                                      | 0,11%                                  |
| Hrvati                                 | Hrvati                                 |                                        | 2                                      | 0,04%                                  |
| Romi                                   | Romi                                   |                                        | 2                                      | 0,04%                                  |
| Rusi                                   | Rusi                                   |                                        | 1                                      | 0,02%                                  |
| Muslimani                              | Muslimani                              |                                        | 1                                      | 0,02%                                  |
| Bolgari                                | Bolgari                                |                                        | 1                                      | 0,02%                                  |
| Neznano                                | Neznano                                |                                        | 5                                      | 0,11%                                  |